# Der Putsch
Der Putsch ist eine dreiteilige Satire-Hörspielreihe des Westdeutschen Rundfunks. Der Putsch erzählt die Geschichte des Bottroper Wurstfabrikanten Jens Markowitz, der zum Bundeskanzler der Bundesrepublik Deutschland aufsteigt.
Erfinder, Autor und Produzent der Reihe ist Sebastian Büttner. Die Hauptrolle der Reihe wird von Wolfgang Wendland gesprochen. Die Musik zu dem Hörspiel stammt von der Punkband Die Kassierer. Der zweite und der dritte Teil der Reihe wurden vom WDR jeweils als Hörspiel des Monats nominiert. Regie beim ersten Teil führte Oliver Salkic. Beim zweiten und dritten Teil zeichnete Matthias Kapohl für die Regie verantwortlich.

## Folgen
- Der Putsch (Teil 1)[1]
- Der Putsch (Teil 2)[2]
- Der Putsch (Teil 3)[3]